# برنیس سلیتا
برنیس سلیتا (انگلیسی: Berenice Celeita) فعال حقوق بشر اهل کلمبیا است.
او رئیس انجمن ارتباطات اجتماعی است که به بررسی نقض حقوق بشر منطقه‌ای می‌پردازد.
در سال ۱۹۹۸، او جایزه حقوق بشر جان اف کندی را همراه با دیگر اعضای کلمبیایی گلوریا فلورس، جیمی پریتو و ماریو کالیکستو به دست آورد.
آغاز فعالیت‌های حقوق بشری او با واقعه محاصره ساختمان دادگاه عالی کلمبیا در سال ۱۹۸۵ همراه بود، که در جریان آن چریک‌های M19 (جنبش ۱۹ آوریل) با گروگانگیری این ساختمان را محاصره کرده و ۱۱ قاضی از ۲۵ قاضی مستقر در ساختمان را به قتل رساند. سلیتا در همان زمان یک دانشجوی تازه‌وارد در کالج بود و چندین استاد در میان جانباختگان داشت.
مرکز حقوقی و حقوق بشر رابرت اف کندی در سال ۲۰۰۴ اعلام کرد که او یکی از ۱۷۵ فعال حقوق بشر و اتحادیه های کارگری است که توسط دولت کلمبیا به ترور تهدید شده بود.
در سال ۲۰۱۰ بخاطر شرکت در یک جلسه به مناسبت روز حقوق بشر از طریق ارسال پیامک تهدید به مرگ شد.